# The Kiss Before the Mirror
The Kiss Before the Mirror (en España: Un beso ante el espejo) es una película de misterio estadounidense de 1933, adaptación de la obra de teatro de 1932 de Ladislas Fodor, dirigida por James Whale y protagonizada por Nancy Carroll, Frank Morgan, Paul Lukas y Gloria Stuart.

## Argumento
El abogado Paul Held defiende a su amigo, Walter Bernsdorf, acusado del asesinato de su esposa Lucy en Viena. Según el relato de Walter, Lucy le fue infiel durante su matrimonio. Después de una audiencia en la corte, Paul regresa a casa con su esposa, María, y la observa mientras se maquilla en su tocador. La escena le recuerda a la que Walter describió antes del asesinato de Lucy. Cuando Paul intenta besar a María, ella lo rechaza y lo critica por arruinar su maquillaje. 
Paul sigue a María en una de sus salidas por las calles de Viena y la observa en un encuentro con su amante. Esto enfurece a Paul y fantasea con asesinar a María; también se obsesiona con defender a Walter por haber matado a Lucy, con la esperanza de demostrar en la corte que el amor extremo de Walter por ella lo llevó a cometer un crimen pasional. A pesar de los paralelismos entre las circunstancias del asesinato de Lucy y la relación actual de María, ella continúa visitando a su amante.
Paul insiste en que María esté presente durante el último día de deliberaciones en el juicio de Walter. Hace una declaración de cierre apasionada, que concluye revelando un arma con la que apunta a María en la audiencia. Ella grita de horror y pierde el conocimiento, después de lo cual Paul termina su discurso. Mientras el jurado delibera, Paul se encuentra con María en su oficina, donde ella reacciona aterrorizada. Ella insiste en que todavía lo ama a pesar de su aventura.
Walter finalmente es absuelto y advierte a Paul que no mate a María ya que si no se arrepentirá. Paul sigue su consejo y le pide a María que abandone el juzgado. Al regresar a casa, Paul rompe enojado el espejo del tocador de María. María aparece detrás de él, y los dos se abrazan.

## Reparto
- Nancy Carroll - Maria Held
- Frank Morgan - Dr. Paul Held
- Paul Lukas - Dr. Walter Bernsdorf
- Gloria Stuart - Lucy Bernsdorf
- Jean Dixon - Hilda
- Donald Cook Amante de Maria
- Charley Grapewin - Schultz
- Walter Pidgeon - Amante de Lucy
- Wallis Clark - Ministerio Público
- May Boley - Entrometido del tribunal
- Christian Rub - Hombre en el piso equivocado
- Reginald Mason - Juez

## Adaptación
La película fue versionada, por el propio Whale, cinco años después como Wives Under Suspicion, protagonizada por Warren William y Gail Patrick.